# 清元榮壽郎
清元 榮壽郞（きよもと えいじゅろう、新字体：栄寿郎、1904年4月21日 - 1963年3月10日）は、大正・昭和中期に活躍した清元節三味線方。本名は宮川 源次。大和楽では、本名や宮川寿朗（大和栄棋）の名で活動した。

## 略歴
- 1904年（明治37年）4月21日、東京府牛込区に生まれる。
- 1910年（明治43年）、清元順三郎に入門。清元三二を名乗る。（後に清元東三郎に改名）
- 1916年（大正5年）、初舞台。
- 1922年（大正11年）、当時の家元、五世清元延壽太夫と三世清元梅吉（後の二世清元壽兵衛）の不和による清元分裂に伴い、師に従い梅吉派につくが間もなく高輪派（延壽太夫派）に復帰。若くして、延壽太夫のタテ三味線を弾く。
- 1923年（大正12年）、三世清元榮次郎を襲名。
- 1945年（昭和20年）、名古屋西川流名古屋をどりに参加。二世西川鯉三郎や名古屋西川流の高弟の舞踊会に新曲を提供するようになる。
- 1953年（昭和28年）、清元榮壽郎と改名。
- 1963年（昭和38年）、仕事先で滞在していた京都ホテルで心臓発作を起こし急逝。

## 受賞
- 1951年（昭和26年）：作曲、演奏した『十三夜』が文部省芸術祭芸術祭賞を受賞。
- 1955年（昭和30年）：重要無形文化財保持者（人間国宝）に認定。

## 改名
- 清元三二、清元東三郎、清元榮次郎。

## 人物とその周辺
若くして実力を認められ、名人五世延壽太夫の立三味線を弾くようになる。また、延壽太夫の子息四世栄壽太夫、五世延壽太夫没後の社中を統率した清元志壽太夫、延壽太夫を継がずして早世した父に代わり家元を襲名した四世栄壽太夫の子息六世延壽太夫の三味線も勤めた。また、現・家元七世延壽太夫幼少期の初舞台でも三味線を勤め、五世延壽太夫から数えて直系四代の三味線を勤めたことになる。
特に志壽太夫とのコンビは絶妙といわれ、戦後清元の黄金期を築いた功績は大きい。志壽太夫の著書によると、「榮寿郎さんは、どんなに間の悪い太夫や舞踊家に対しても、またどんな小さな舞台、不本意な仕事であっても、絶対に芸を投げなかった（いい加減な芸をしなかった）」（要約）といい、「細三味線を持たせたら榮壽郎さんの右に出るものはいない」とまで言わしめた。その類まれな技術に心酔した志壽太夫は、長男の壽夫を三味線方にするべく榮壽郎に預けた（壽夫は後の清元榮三郎）。
その卓越した技量から紡ぎ出される音色、演奏家・舞踊家ともに絶大な評価を得ていた作曲の才を、昭和に入って成立した新邦楽『大和楽』の創始者大倉財閥の総帥大倉喜七郎に買われ、成立間もない大和楽の三味線方・作曲家としても活躍し、現在も繰り返し上演される『あやめ』・『團十郎娘』など初期の名作を残した。
人間国宝の認定に際しては、清元界では一番早く、しかも15歳も年上で榮壽郎の修行時代には既に名声を得ていた清元壽兵衛より一年早く51歳で認定を受けていた中での急逝であった。
温厚な人柄で多くの人に慕われ交友関係も広く、また弟子の養成にも優れ、父・祖父と相次いで亡くした六世延壽太夫を指導したばかりでなく、後に人間国宝の認定を受けた清元榮三郎や清元榮三をはじめ、現在の認定者である清元清壽太夫、名手として知られた二世清元一壽郎などを指導した。現在でも清元関係者からは尊敬と敬愛の念をもって「宮川先生」と呼ばれ、遺作が演奏されることも多い。清元という江戸からの伝統芸能に従事していたが、日常生活では食道楽・着道楽で、舶来物を好んだ。

## 門弟
- 清元榮三郎
- 二世清元一壽郎
- 清元榮三
- 清元清壽太夫

ほか

## 公益財団法人清栄会
死後、その遺産を相続する法定相続人が無く、関係者で相談の上、榮壽郎の「伝統芸能発展のために貢献したい」という遺志を尊重し、その遺産の全てを国立劇場に寄付し、1973年（昭和48年）、国立劇場内に事務所を置く財団法人清栄会（現在は公益財団法人）が設立され、1987年（昭和62年）より毎年、三味線音楽の優れた研究者と伝承者（演奏家）に対して「清栄会奨励賞」を授与していた。2017年（平成29年）解散。

## エピソード
新橋組合の清元師匠として、つる子（尾上松也の祖母）や五郎丸らの名人を指導。戦後の東をどり支えた。
清元を習う前は踊りの心得があり、総浚いでは地方のダメだしより先に、当時の東をどりのスター・まり千代、染福、小くにらにダメだしをしていた。
盟友であった西川鯉三郎 (2世)が主催する、名古屋をどりの地方として参加。古典の補曲や新作舞踊劇の作曲もしていた。

## 清元榮壽郎作曲
| 曲目            | 初演     | 作詞       | 振付、初演者                                                              |
| --------------- | -------- | ---------- | ------------------------------------------------------------------------- |
| 六代菊五 三嶋菊 | 昭和28年 | 舟橋聖一   | 西川鯉三郎                                                                |
| おさん茂兵衛    | 昭和25年 | 川口松太郎 | 西川鯉三郎                                                                |
| 雪の道成寺      | 昭和35年 | 萩原雪夫   | 尾上梅幸 (7代目)、尾上松緑 (2代目)                                        |
| 峠の万歳        | 昭和23年 | 渥美清太郎 | 西川鯉三郎                                                                |
| 野崎の春        | 昭和24年 | 渥美清太郎 | 西川鯉三郎                                                                |
| 武蔵野          | 昭和31年 | 吉井勇     | 西川鯉三郎                                                                |
| 月              | 昭和25年 | 田中青滋   | 西川鯉三郎                                                                |
| 八朔            | 昭和30年 | 吉井勇     | 西川鯉三郎                                                                |
| 雪月花三枚続    | 昭和33年 | 吉井勇     | 新橋東をどり、西川鯉三郎                                                  |
| 斧琴草          | 昭和37年 | 田中青滋   | 尾上松緑 (2代目)                                                          |
| 鳥辺山          | 昭和26年 |            | 新橋東をどり、西川鯉三郎                                                  |
| 芸一筋          | 昭和29年 | 川口松太郎 | 西川鯉三郎                                                                |
| 心中天の網島    | 昭和37年 | 北条秀司   | 西川鯉三郎                                                                |
| 紅燈曲          | 昭和38年 | 吉井勇     | 尾上菊之亟 (初世)、久保田万太郎構成、伊藤深水美術。榮壽郎の遺作となった。 |

## 宮川壽朗作曲
| 曲目              | 初演     | 作詞       | 振付、初演者                               |
| ----------------- | -------- | ---------- | ------------------------------------------ |
| あやめ            | 昭和14年 | 長田幹彦   | 西川鯉三郎                                 |
| 雪折竹            | 昭和14年 | 笹川臨風   | 藤間勘素娥                                 |
| 蝶                | 昭和23年 | 長田幹彦   | 西川鯉三郎                                 |
| たけくらべ        | 昭和15年 | 西条八十   | 藤間勘扇                                   |
| 樋口一葉          | 昭和16年 | 西条八十   | 藤間勘扇                                   |
| おせん            | 昭和20年 | 邦枝完二   | 西川鯉三郎、山田五十鈴、山本富士子         |
| 花だより          | 昭和22年 | 小島二朔   | 西川鯉三郎                                 |
| うたまろ          | 昭和20年 | 邦枝完二   |                                            |
| 夜の梅 藤十郎の恋 | 昭和30年 | 長田幹彦   | 西川鯉三郎、長谷川一夫、坂田藤十郎 (4代目) |
| 團十郎娘          | 昭和25年 | 邦枝完二   | 西川鯉三郎、西川鯉壽                       |
| 江島生島          | 昭和23年 | 長谷川時雨 | 大和楽研究会                               |
| うぐいす          | 昭和26年 | 長田幹彦   | 西川鯉三郎                                 |
| 静                | 昭和30年 | 林悌三     |                                            |
| 若殿も花ざかり    | 昭和30年 | 内海重典   | 西川鯉三郎 ほか                            |
| 曙曾我            | 不明     | 不明       | 西川鯉三郎                                 |